# Opistophthalmus cavimanus
Espèce
Opistophthalmus cavimanus est une espèce de scorpions de la famille des Scorpionidae.

## Distribution
Cette espèce est endémique de la région de Kunene en Namibie. Elle se rencontre vers Sesfontein et Camaeis.

## Description
Les mâles syntype mesurent 31 mm pour le tronc et 37,5 mm pour la queue, 31 mm et 31 mm et 37 mm et 35 mm.

## Publication originale
- Lawrence, 1928 : Contributions to a knowledge of the fauna of South-West Africa. VII. Arachnida (Part 2). Annals of the South African Museum, vol. 25, p. 217–312 (texte intégral).